# Maria Hilfe der Christen (Schöningen)

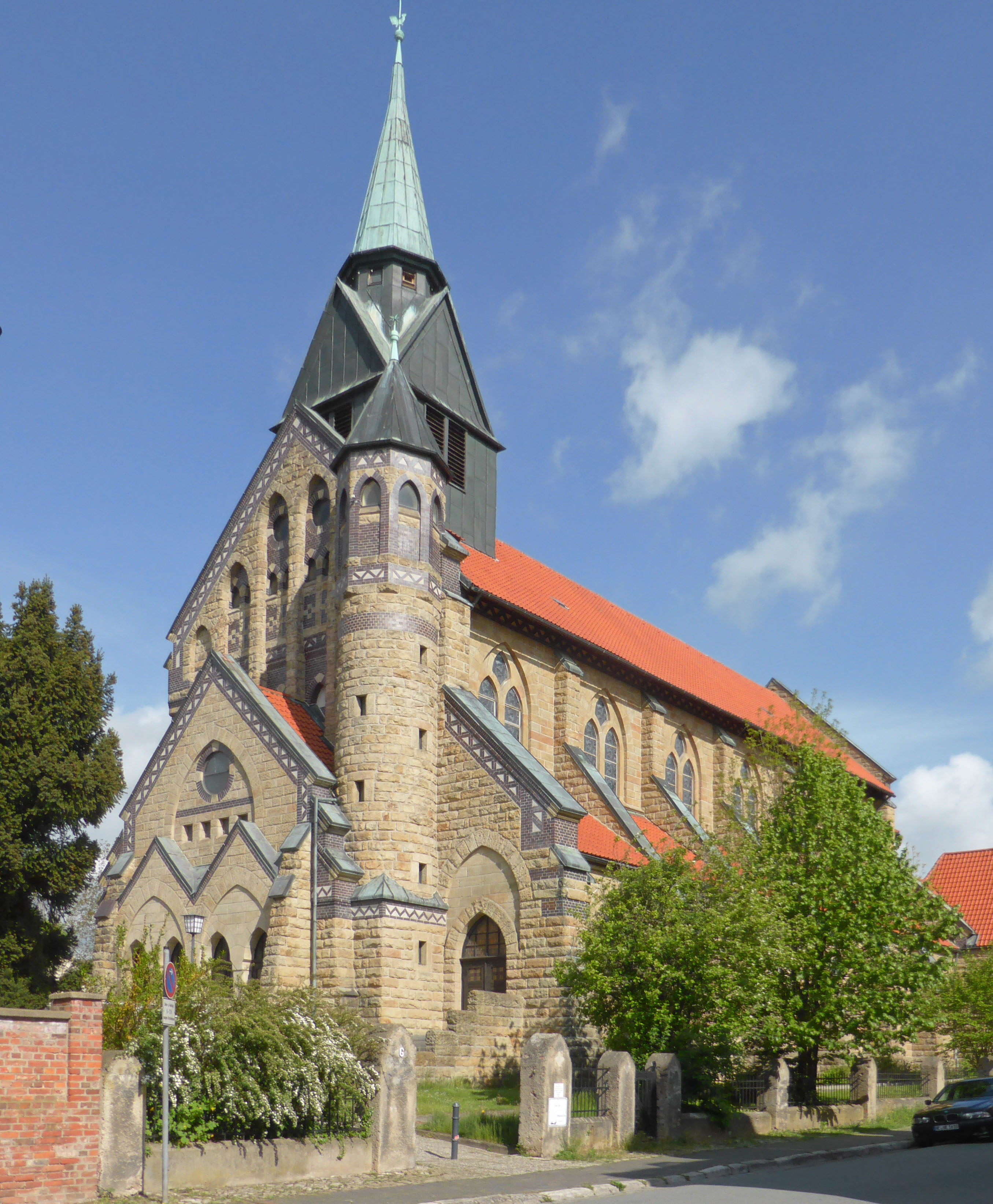
Kirche

Die Kirche Maria Hilfe der Christen (auch St. Marien oder Maria-Hilf-Kirche genannt) ist die katholische Kirche in Schöningen, einer Stadt im Landkreis Helmstedt im Osten von Niedersachsen. Die Pfarrkirche ist nach dem Marientitel Maria, Hilfe der Christen benannt und befindet sich in der Anna-Sophien-Straße 6. Ihre gleichnamige Pfarrei gehört zum Dekanat Wolfsburg-Helmstedt des Bistums Hildesheim. Die Kirche sowie auch das Pfarrhaus und das ehemalige Missionshaus sind im Denkmalatlas Niedersachsen verzeichnet.

## Geschichte
1568 setzte Herzog Julius im Herzogtum Braunschweig-Lüneburg die Reformation durch, infolgedessen wurde die Schöninger St.-Vincenz-Kirche evangelisch-lutherisch.
Im November 1892 begann mit Kaplan Gottlieb Wollborn der erste katholische Priester seit der Reformation in Schöningen seinen Dienst. Zuvor gehörten die Katholiken in Schöningen zur Pfarrei St. Ludgeri in Helmstedt, wurden jedoch vom Geistlichen der nähergelegenen Kirche St. Josef und St. Augustinus in Hötensleben seelsorglich betreut. Die Gottesdienste in Schöningen fanden vorerst im Gartensaal des Gasthauses Öhlmann statt.

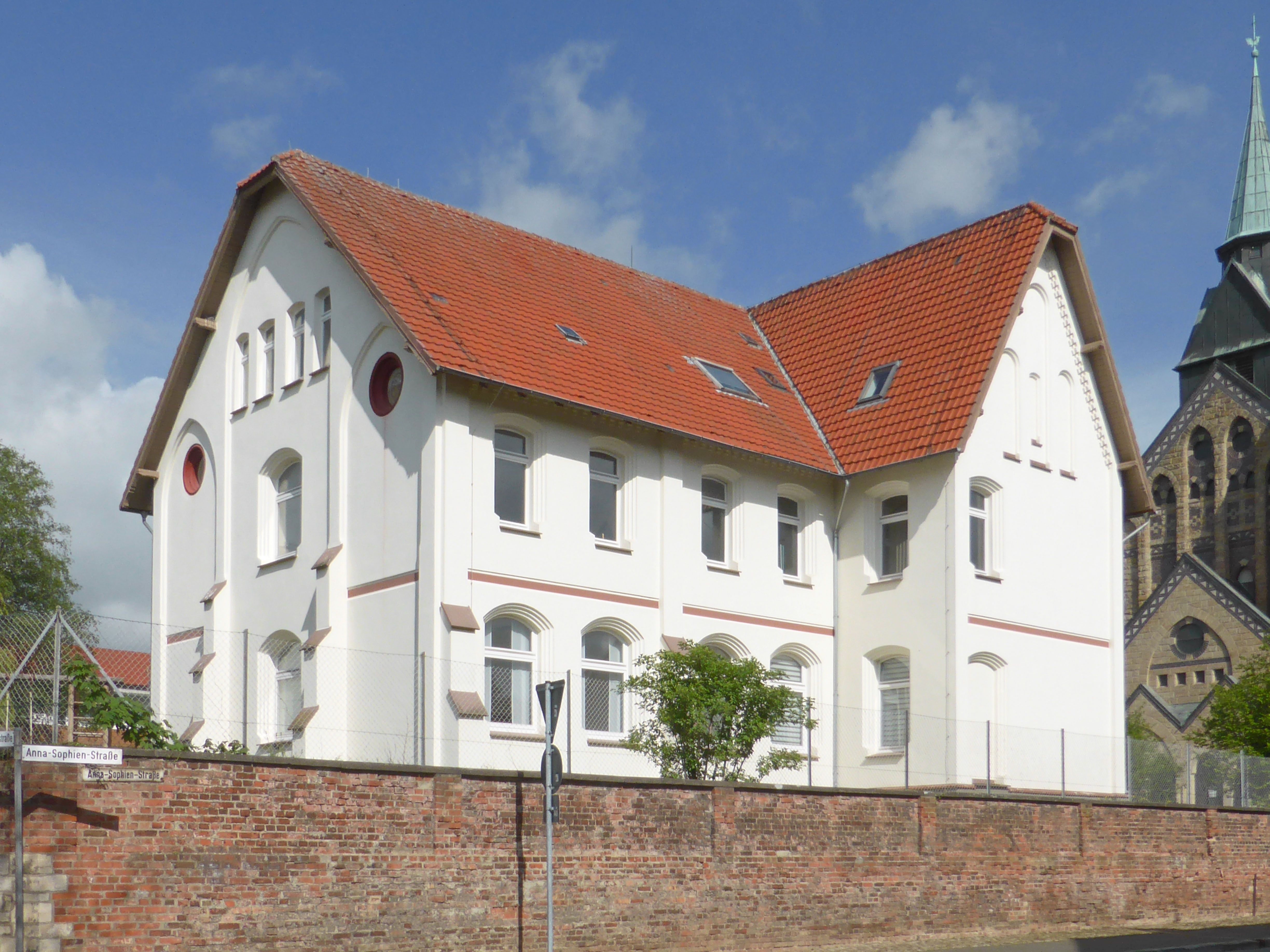
Missionshaus

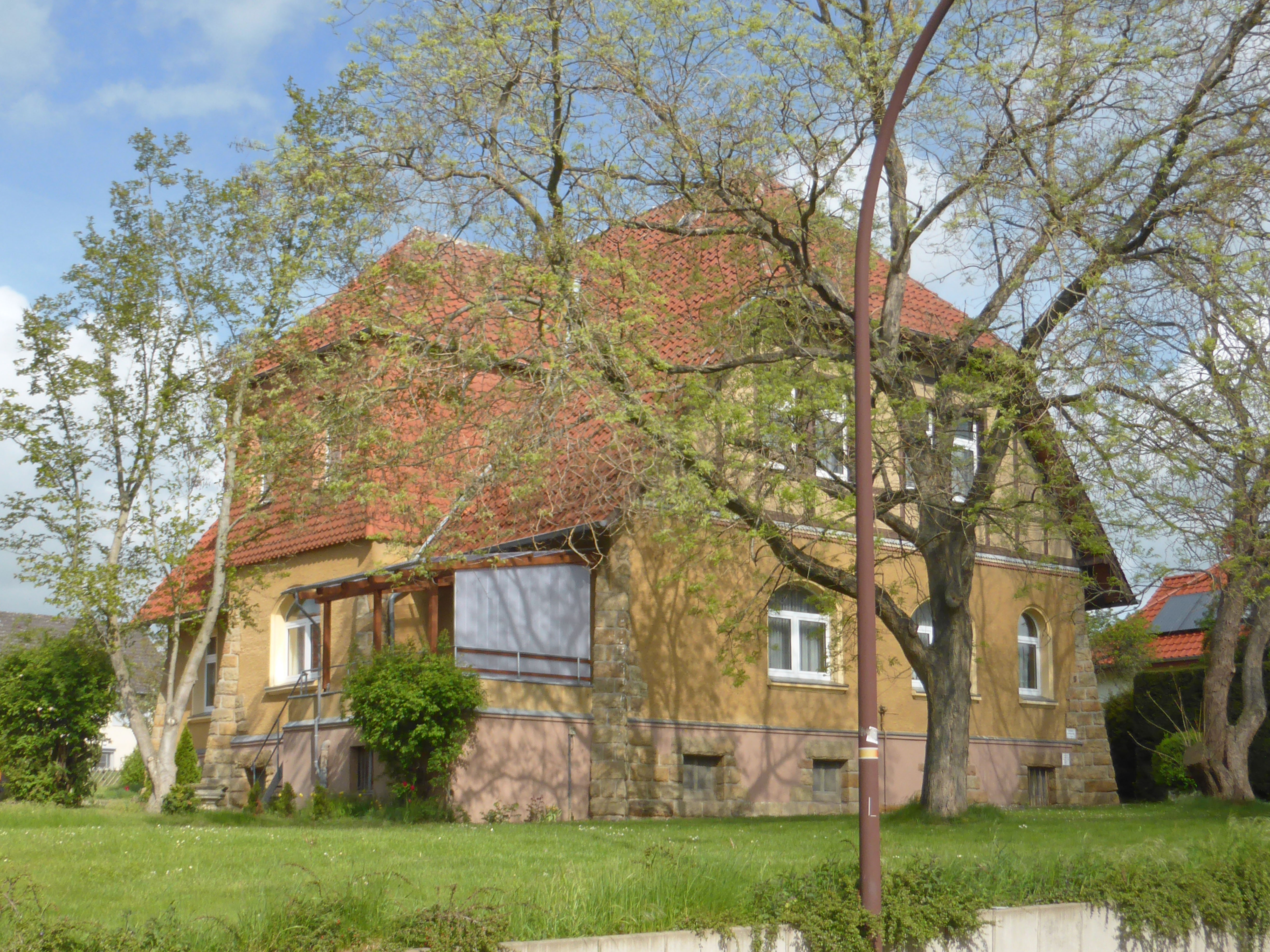
Pfarrhaus

1893/94 wurde in Schöningen zunächst ein Missionshaus mit einer Kapelle erbaut. 
1898 wurde in Schöningen der katholische Männerverein gegründet, 1902 folgte der Bonifatiusverein, 1905 der katholische Mütterverein, 1906 der Borromäusverein, 1907 der katholische Volksverein, 1911 der Marienverein, 1913 der katholische Jünglingsverein und 1914 der katholische Frauenbund
. Auch ein Kindheit-Jesu-Verein wurde gegründet.
1907 begann der Bau der Kirche nach Entwurf des hannoverschen Architekten Maximilian Jagielski, am 12. Mai erfolgte die Grundsteinlegung. Am 31. Mai 1908 folgte ihre Einweihung durch Dechant Karl Grube aus Braunschweig. Nach dem Bau der Kirche wurde 1908 im Missionshaus eine Schule eingerichtet; sie bestand, mit Unterbrechung von 1939 bis 1945, bis Mitte der 1980er Jahre. 1910 wurde das nördlich der Kirche neuerbaute Pfarrhaus bezogen.
Im Nationalsozialismus erfolgte 1933 die Auflösung der katholischen Jugendabteilung, des katholischen Männerbundes, der Deutschen Jugendkraft und des Zentrums-Wahlvereins durch die Polizei. 1944 wohnten rund 1075 Katholiken im Einzugsgebiet der Kirche, dazu kamen im Spätsommer 1944 noch rund 1900 evakuierte Katholiken aus dem Bistum Aachen.
Am 1. August 1956 wurde Schöningen zur selbstständigen Kirchengemeinde (Kuratie) erhoben, und seit dem 1. April 1960 ist Schöningen Pfarrei. 1971 erfolgte eine umfangreiche Renovierung der Kirche, verbunden mit einer Umgestaltung des Altarraumes nach der Liturgiereform des Zweiten Vatikanischen Konzils. 1992 und 2011 folgten Renovierungen der Orgel.
Ab 1996 bestand eine Seelsorgeeinheit mit den katholischen Kirchen in Büddenstedt, Jerxheim und Offleben. Am 1. März 1998 wurde das Dekanat Helmstedt, zu dem auch die Kirche gehörte, mit dem Dekanat Wolfenbüttel zum neuen Dekanat Helmstedt-Wolfenbüttel zusammengeschlossen. Seit dem 1. November 2006 gehört die Kirche zum damals neu gegründeten Dekanat Wolfsburg-Helmstedt, das aus den Dekanaten Wolfsburg und dem Helmstedter Teil des Dekanates Helmstedt-Wolfenbüttel entstand. Ebenfalls am 1. November 2006 entstand aus der Seelsorgeeinheit die heutige Pfarrgemeinde Maria Hilfe der Christen. Am 3. März 2015 wurde die Filialkirche in Offleben profaniert, am 18. August 2024 folgte die Profanierung der Filialkirche in Büddenstedt.

## Architektur und Ausstattung
Die in rund 115 Meter Höhe über dem Meeresspiegel gelegene Kirche wurde im Stil der Neugotik errichtet, ihre Fassade besteht aus Sandstein. Die Kirche verfügt über etwa 290 Sitzplätze. Zur Ausstattung gehören unter anderem ein Hängekreuz über dem Altar, ein weiteres Kruzifix, eine Marienstatue, eine Kopie des Gnadenbildes Unserer Lieben Frau von der immerwährenden Hilfe, ein Bild des heiligen Antonius von Padua, eine Pietà mit Gedenktafeln der Gefallenen beider Weltkriege, ein Taufstein, 14 Kreuzwegbilder und drei Beichtstühle. Die drei Buntglasfenster im Altarraum zeigen Szenen aus dem Leben der Heiligen Elisabeth von Thüringen, Maria und Bernward von Hildesheim.

## Orgel
Die Orgel wurde 1908 von der Werkstatt Furtwängler & Hammer als Opus 621 erbaut. Das Instrument mit pneumatischer Traktur hat 20 Register auf zwei Manualen und Pedal. 1992 erfolgte eine Restaurierung durch Hammer, am Ostermontag 1992 wurde die Orgel wieder eingeweiht. 2011 folgte eine Reinigung und Schimmelbeseitigung durch Orgelbaumeister Georg Schloetmann von der Firma Emil Hammer Orgelbau.
| I Hauptwerk C–f3 |     |
| Bordun           | 16′ |
| Principal        | 8′  |
| Offenflöte       | 8′  |
| Gamba            | 8′  |
| Octave           | 4′  |
| Rohrflöte        | 4′  |
| Mixtur IV        |     |
| Trompete         | 8′  |

| II Schwellwerk C–f3 |    |
| Geigenprincipal     | 8′ |
| Liebl. Gedackt      | 8′ |
| Concertflöte        | 8′ |
| Salicional          | 8′ |
| Aeoline             | 8′ |
| Fugara              | 4′ |

| Pedalwerk C–d1 |     |
| Subbass        | 16′ |
| Gedecktbass    | 16′ |
| Violonbass     | 16′ |
| Prinzipalbass  | 8′  |
| Cello          | 8′  |
| Posaune        | 16′ |

- Koppeln: Super I/I, II/I, Super II/I, Super II/II, I/P, II/P
- Spielhilfe: Rohrwerkabsteller
- Kalkantenruf

## Glocken
Im Jahr 1908 hatte Pastor Brümann drei Bronzeglocken für die neu errichtete Kirche bestellt. Die zusammen fast 3 Tonnen schweren Glocken wurden von der renommierten Glockengießerei Otto aus Hemelingen bei Bremen gegossen. Nur die kleinste der drei Glocken ist heute noch existent. Nachdem die beiden größten Glocken 1940 zu Rüstungszwecken abgegeben werden mussten, bekam die Kirche 1955 zwei neue Stahlglocken des Bochumer Vereins für Gussstahlfabrikation (BVG).